# Randy Hanson
Randy Allan Hanson (Sacramento, 1968. január 17. –) amerikai amerikaifutball-játékos és -edző, több csapat edzőhelyettese és csapatkoordinátora.

## Játékosként
1987-ben a Stockton Delta Junior College, 1988–1989-ben a Walla Walla-i Közösségi Főiskola, 1990–1991-ben pedig a Pacific Boxers quarterbackje volt.

## Edzőként

### Egyetem
1993 és 1995 között az Eastern Washington Eagles defensive backjeinek edzője, 1998–1999-ben pedig a csapat másodedzője volt. 1996–1997-ben a Washington Huskies védőinek segédedzője volt.
2000 és 2002 között a Portland State Vikings másodedzői, 2001–2002-ben pedig csapatkoordinátori pozícióját töltötte be.

### NFL
2003-ban a Minnesota Vikings támadójátékának minőségéért felelős edzője, 2005-ben pedig a quarterbackek edzőhelyettese lett. 2006-ban a St. Louis Rams támadójátékának minőségéért felelős edzője, 2007-ben pedig az Oakland Raiders helyettes másodedzője lett, de 2009 januárjában lefokozták védőedző-helyettessé. 2009. augusztus 5-én a Tom Cable vezetőedzővel való nézeteltérése tettlegességig fajult, és eltörött Hanson állkapcsa, ezért fizetett szabadságra küldték. Október 22-én a kerületi ügyészség Cable-t felmentette, mivel Hanson vallomása ellentmondott a helyiségben tartózkodó többi edzőjével. Decemberben visszavették toborzóként.

## Letartóztatása
2011-ben a Sacramento Mountain Lions edzőhelyettese volt. 2012-ben a Cal Poly Mustangs defensive backjeinek edzője volt. augusztus 5-én halálos fegyverrel való támadás vádjával letartóztatták, mivel egy személyt megütött egy sörösüveggel; másnap az intézmény azonnali hatállyal felfüggesztette. Testi sértés vádjában bűnösnek találták.

## Fordítás
- Ez a szócikk részben vagy egészben  a   Randy Hanson című angol Wikipédia-szócikk ezen változatának fordításán alapul.  Az eredeti cikk szerkesztőit annak laptörténete sorolja fel. Ez a jelzés csupán a megfogalmazás eredetét és a szerzői jogokat jelzi, nem szolgál a cikkben szereplő információk forrásmegjelöléseként.